# Tethya tenuisclera
Tethya tenuisclera är en svampdjursart som beskrevs av Sarà och Corriero 1994. Tethya tenuisclera ingår i släktet Tethya och familjen Tethyidae. Inga underarter finns listade i Catalogue of Life.